# دنی کرل
دنی کرل (انگلیسی: Dani Carril؛ زادهٔ ۲۸ ژوئیهٔ ۱۹۸۰) بازیکن فوتبال اهل اسپانیا است.
از باشگاه‌هایی که در آن بازی کرده‌است می‌توان به باشگاه فوتبال هرکولس، باشگاه فوتبال لوگو، باشگاه فوتبال لوانته، باشگاه فوتبال لاس پالماس، باشگاه فوتبال پومفرادینا، و باشگاه فوتبال سلتاویگو اشاره کرد.